# Jan Žižka

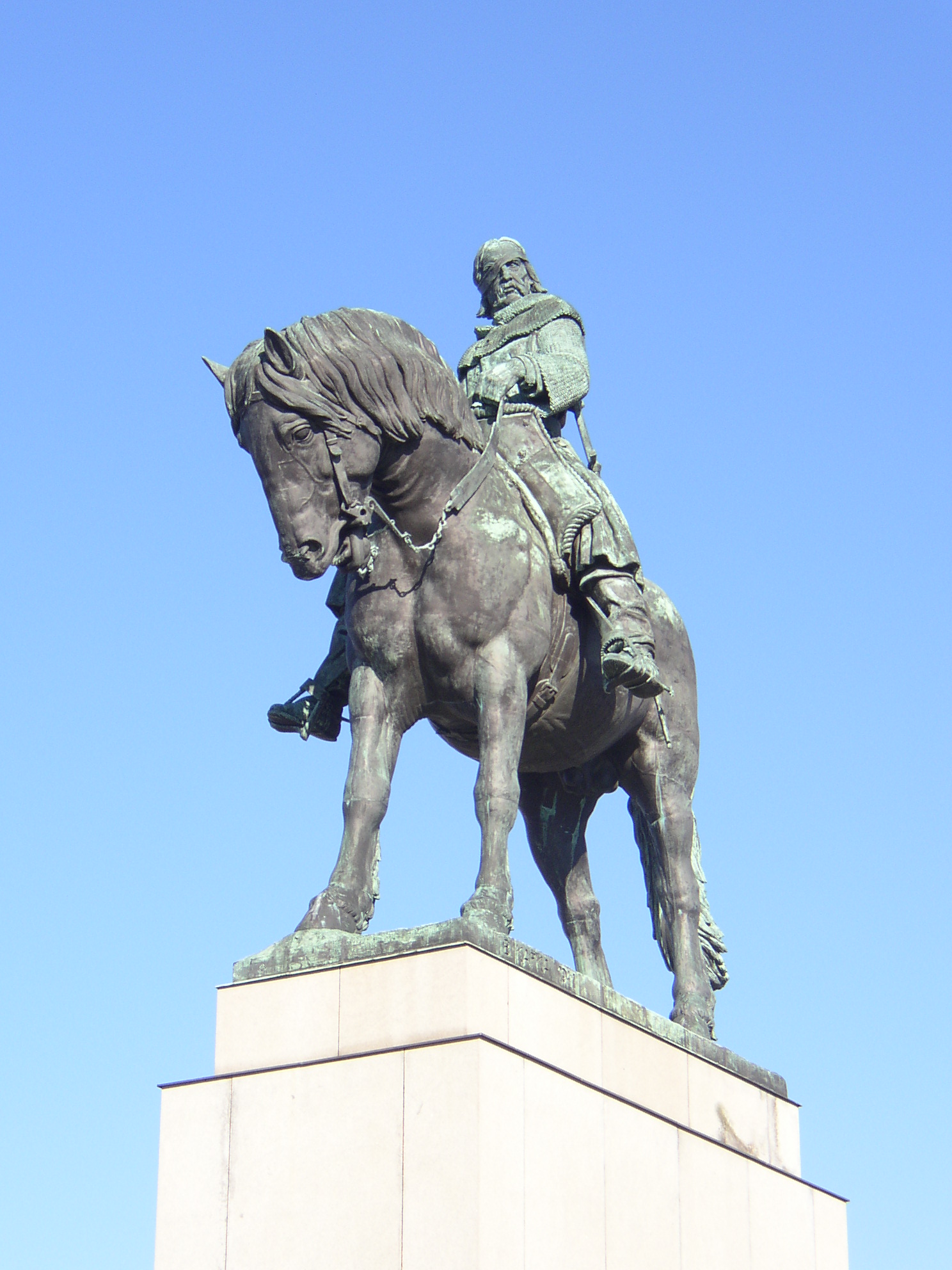
Statuie ecvestră a lui Jan Žižka în Praga

Jan Žižka (c. 1360 – 1424) a fost un general ceh și lider husit, discipol al lui Jan Hus.